# Segunda ronda de la clasificación de Concacaf para la Copa Mundial de Fútbol de 1966
La Segunda ronda o ronda final de la Clasificación de Concacaf para la Copa Mundial de Fútbol de 1966 fue la última fase y la que determinó a los clasificados a la Copa Mundial de Fútbol de 1966. Se disputó desde el 25 de abril al mayo de 1965.

## Formato
Las tres selecciones fueron distribuidas en un grupo, en los cual cada una disputó cuatro partidos (dos de local y dos de visitante). La selección que se posicionó primera en el grupo avanzó a la Copa Mundial.

## Resultados
| Equipo     | Pts. | PJ | PG | PE | PP | GF | GC | Dif |
| ---------- | ---- | -- | -- | -- | -- | -- | -- | --- |
| México     | 7    | 4  | 3  | 1  | 0  | 12 | 2  | 10  |
| Costa Rica | 4    | 4  | 1  | 2  | 1  | 8  | 2  | 6   |
| Jamaica    | 1    | 4  | 0  | 1  | 3  | 3  | 19 | -16 |

| L\V                   | Bandera de México | Bandera de Costa Rica | Bandera de Jamaica |
| Bandera de México     |                   | 1:0                   | 8:0                |
| Bandera de Costa Rica | 0:0               |                       | 7:0                |
| Bandera de Jamaica    | 2:3               | 1:1                   |                    |

|  | Clasificado a la Copa Mundial de Fútbol de 1966. |

| 25 de abril de 1965 | Costa Rica | 0:0     | México | Estadio Nacional, San José                                 |                                                            |
|                     |            | Reporte |        | Asistencia: 20 654 espectadores Árbitro(s): Raymond Morgan | Asistencia: 20 654 espectadores Árbitro(s): Raymond Morgan |

| 3 de mayo de 1965 | Jamaica                  | 2:3 (2:1) | México                                    | Estadio Nacional, Kingston                                     |                                                                |
|                   | Welch 11' · Bartlett 36' | Reporte   | Padilla 13' · Cisneros 71' · Jáuregui 81' | Asistencia: 8 138 espectadores Árbitro(s): Jorge Montes de Oca | Asistencia: 8 138 espectadores Árbitro(s): Jorge Montes de Oca |

| 7 de mayo de 1965 | México                                                                  | 8:0 (4:0) | Jamaica | Estadio Universitario, Ciudad de México                     |                                                             |
|                   | Cisneros 17', 89' · Fragoso 20', 70' · Díaz 32', 41', 90' · Padilla 67' | Reporte   |         | Asistencia: 52 017 espectadores Árbitro(s): Rodolfo Navarro | Asistencia: 52 017 espectadores Árbitro(s): Rodolfo Navarro |

| 11 de mayo de 1965 | Costa Rica                                                            | 7:0 (1:0) | Jamaica | Estadio Nacional, San José                                 |                                                            |
|                    | Jiménez 40' · Daniels 54', 85' · Quirós 63', 77', 88' · Hernández 73' | Reporte   |         | Asistencia: 4 003 espectadores Árbitro(s): Richard Giebner | Asistencia: 4 003 espectadores Árbitro(s): Richard Giebner |

| 16 de mayo de 1965 | México       | 1:0 (1:0) | Costa Rica | Estadio Universitario, Ciudad de México                    |                                                            |
|                    | Cisneros 17' | Reporte   |            | Asistencia: 64 276 espectadores Árbitro(s): Raymond Morgan | Asistencia: 64 276 espectadores Árbitro(s): Raymond Morgan |

| 22 de mayo de 1965 | Jamaica   | 1:1 (0:1) | Costa Rica | Estadio Nacional, Kingston                                     |                                                                |
|                    | Welch 70' | Reporte   | Daniels 6' | Asistencia: 3 031 espectadores Árbitro(s): Marco Tulio Carcamo | Asistencia: 3 031 espectadores Árbitro(s): Marco Tulio Carcamo |

## Goleadores
4 goles
- Ernesto Cisneros

3 goles
| - Errol Daniels - William Quirós | - Isidoro Díaz |

2 goles
| - Art Welch - Javier Fragoso | - Aarón Padilla |

1 gol
| - Fernando Jiménez - Leonel Hernández | - Sydney Bartlett - Ignacio Jáuregui |